# Безсмертні аккерманські міщани

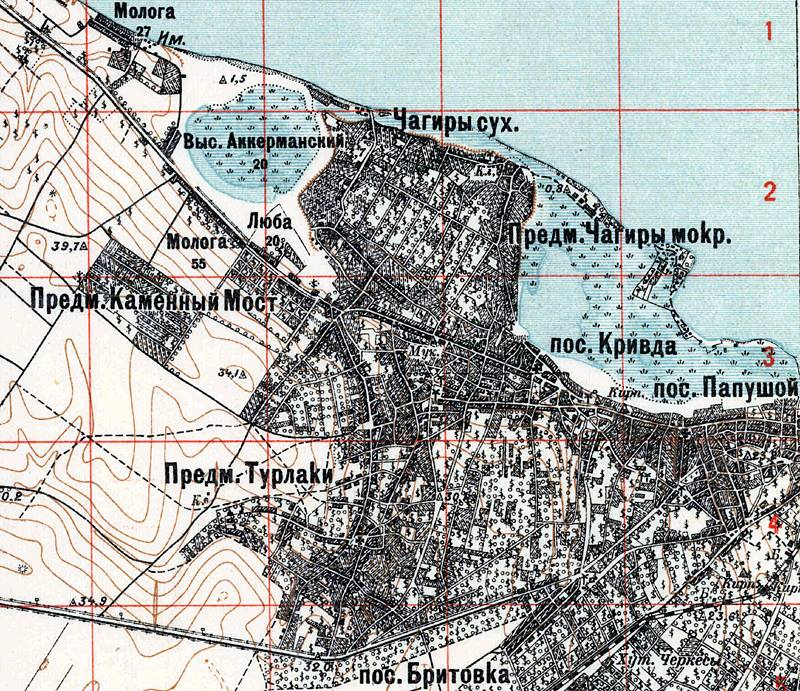
Карта посадів у передмісті Аккерману, де мешкали «безсмертні аккерманські міщани»

«Безсмертні аккерманські міщани» — поняття, що з’явилося у XIX столітті та позначало людей, які тікали на Аккерманщину від кріпацтва та жили за паспортами вже померлих місцевих міщан. Паспорти їм продавала місцева поліція, й іноді траплялося так, що за одним паспортом жило декілька людей поспіль.

## Історія
Після захоплення Бессарабії Російською імперією 1812 року багато територій краю лишилися незаселеними, і вище керівництво імперії вирішило переселяти державних селян цілими повозками у «далекі приморські степи». Так, наприклад, заснували село Плахтіївка Аккерманського повіту.
Окрім примусових переселенців, багато людей втікали від кріпосного права — наприклад, кріпаки з Херсонщини: вони бігли через Дністер у нові «вільні землі» та оселялися у посадах передмістя. Для прописки в Аккерманському повіті їм потрібні були документи, яких вони як біженці не мали. Проте багато паспортів мали аккерманські поліцейські пристави: вони вишукували паспорти, що належали вже померлим людям, продавали біглим селянам за великі кошти і приписували їх таким чином до громади міщан. Звідси виникло поняття «безсмертні аккерманські міщани». Траплялися випадки, коли в одній родині батько за паспортом був молодшим за свого сина та коли за одним паспортом жило декілька людей поспіль.
Член Одеського товариства історії та старожитностей Олександр Кочубинський повідомляв, що на час перепису населення 1858 року декому з місцевих минуло по сто і більше років. Багато «безсмертних аккерманських міщан» називали себе гайдамаками родом із Полтавщини, Уманщини та Поділля. Серед багатьох втікачів були нащадки чорноморських та задунайських козаків.
1827 року в місті проживали 9770 осіб, серед них українців — 3641, росіян — 2066. Переселенці будували для себе брудні глинобитні мазанки, землянки та халупи і жили в них. 1860 року серед 2973 будинків міста кам’яними були лише 558.
1861 року, коли в Російській імперії скасували кріпацтво, потреба продавати паспорти біглим селянам зникла.

## У повісті «Микола Джеря»
Іван Нечуй-Левицький у своїй повісті «Микола Джеря» описав про це явище в селі Кривда (нині частина села Випасне у передмісті Білгорода-Дністровського):
|  | В тому посаді і в церковних метриках, і в посадських, і поліцейських книгах були позаписувані якісь невмирущі люди: вони ніколи не вмирали, бо на їх місце зараз записували нових українських утікачів і давали їм прізвища записаних в книгах небіжчиків. Якийсь Петро Перебендя, по тих книгах, жив уже більше як сто год; Гнат Швидкий з жінкою Оришкою жили сто двадцять год, а Іван Посмітюх вже прожив півтораста год, та ще з п'ятьма синами і трьома братами. Пристав записав Миколу батьком — Іваном Посмітюхом, а других бурлак позаписував його братами та синами. Корчака, чи тепер Олекса Посмітюха, був на літа старший од Миколи, а тепер доводився йому сином. |